# Mikel Iturria
Mikel Iturria Segurola (ur. 16 marca 1992 w Urniecie) – hiszpański kolarz szosowy.

## Osiągnięcia
Opracowano na podstawie:.
2019
- 1. miejsce na 11. etapie Vuelta a España 2019

2021
- 3. miejsce w Trofeo Andratx

## Rankingi
| Rok             | 2013 | 2014 | 2015 | 2016  | 2017  | 2018  | 2019 | 2020  | 2021 | 2022  | 2023  | 2024  |
| --------------- | ---- | ---- | ---- | ----- | ----- | ----- | ---- | ----- | ---- | ----- | ----- | ----- |
| World Ranking   |      |      |      | 1567. | 1497. | 1295. | 516. | 1584. | 403. | 2141. | 1214. | 2314. |
| UCI Europe Tour | 565. | -    | -    | 1055. | 954.  | 902.  | 394. | 1178. | 331. | 1346. | -     | -     |
| UCI Asia Tour   | -    | 370. | -    | -     | -     | -     |      |       |      |       |       |       |
|                 |      |      |      |       |       |       |      |       |      |       |       |       |
| Źródło: UCI     |      |      |      |       |       |       |      |       |      |       |       |       |